# Stigmella sorbivora
Stigmella subsorbi là một loài bướm đêm thuộc họ Nepticulidae. Nó được tìm thấy ở Tadzhikistan.
Ấu trùng ăn Cotoneaster species.